# Fondali Punta Baffe
Fondali Punta Baffe este o arie protejată (arie specială de conservare — SAC, sit de importanță comunitară — SCI) din Italia întinsă pe o suprafață de 24 ha, integral marine.

## Localizare
Centrul sitului Fondali Punta Baffe este situat la coordonatele 44°14′24″N 9°26′19″E / 44.24°N 9.438611°E.

## Înființare
Situl Fondali Punta Baffe a fost declarat sit de importanță comunitară în iunie 1995 pentru a proteja . Situl a fost protejat și ca arie specială de conservare în octombrie 2016.

## Biodiversitate
Situată în ecoregiunea mediteraneană, aria protejată conține 3 habitate naturale: Recifuri, Bancuri de nisip acoperite în permanență slab de apă marină, Straturi cu Posidonia (Posidonion oceanicae).
La baza desemnării sitului se află un număr nedeclarat de specii protejate:
Pe lângă speciile protejate, pe teritoriul sitului au mai fost identificate 3 specii de nevertebrate, 4 specii de pești.